# 島田叡
島田 叡（しまだ あきら、1901年〈明治34年〉12月25日 – 1945年〈昭和20年〉6月26日）は、日本の内務官僚、沖縄県知事（官選第23代）。
第二次世界大戦末期、沖縄戦時の知事であり、「島守」として知られる。座右の銘は、「断じて敢行すれば鬼神も之を避く」。

## 経歴
1901年（明治34年）、兵庫県武庫郡須磨村（現在の神戸市須磨区）の開業医・島田五十三郎の長男として生まれた。兵庫県立第二神戸中学校（神戸二中、現・兵庫高等学校）、第三高等学校を経て、1922年（大正11年）に東京帝国大学法学部へ入学。中学・高校・大学と、野球に熱中し、神戸二中時代に第1回全国中等学校優勝野球大会に出場。東大時代は野球部のスター選手（外野手）として、また、ラグビー部とも掛け持ちするなど、スポーツマンであった。この時、学生野球に参加した経歴から、野球殿堂博物館に建立された戦没野球人モニュメントには島田の名前が刻まれている。

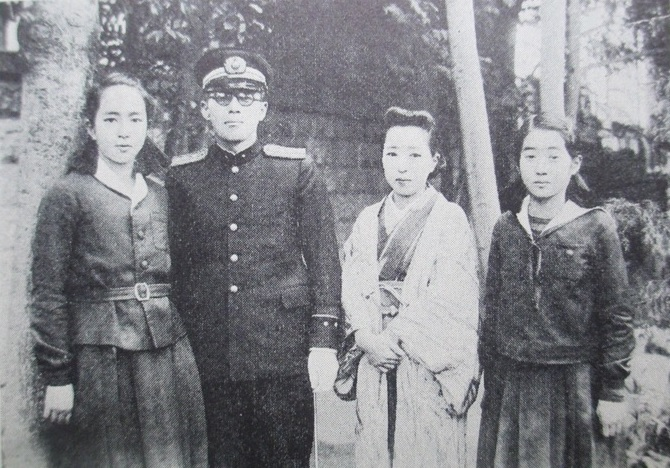
愛知県警察部長時代の島田(左から2人目)

東大卒業後、1925年（大正14年）に内務省に入省する。山梨県属。佐賀県警察部長、上海駐在領事、千葉県内政部長、愛知県警察部長などを経て、1944年8月からは大阪府内政部長を務めていた。

### 沖縄県知事の発令と背景
1945年（昭和20年）1月10日、沖縄県知事の打診を受け、即受諾した。各官庁と折衝すると称して東京に頻繁に出張していた前任者の泉守紀には、出張中にもかかわらず、香川県知事の辞令が出された。沖縄への米軍上陸は必至と見られていたため、後任者の人選は難航していた。沖縄に米軍が上陸すれば、知事の身にも危険が及ぶため、周囲の者はみな止めたが、島田は「誰かが、どうしても行かなならんとあれば、言われた俺が断るわけにはいかんやないか。俺は死にたくないから、誰か代わりに行って死んでくれ、とは言えん。」と言って、日本刀と青酸カリを懐中に忍ばせながら、死を覚悟して沖縄へ飛んだ。
現地に赴任するに至った背景には、佐賀県警察部長在任中、旧佐賀城西濠端にある龍泰寺で開かれていた「西濠書院」という勉強会に参加したことがきっかけとされる。島田は、その書院を主宰していた住職・佐々木雄堂に出会い、『葉隠』と『南洲翁遺訓』について学び、その思想に深く感銘を受けたとされる。後に、佐々木は沖縄に赴任する島田に対し、葉隠と南洲遺訓の2冊を贈り、島田はこの2冊を携えて「敢然と沖縄に赴任する」旨を佐々木に書き送っている。

### 沖縄県知事として
1945年1月31日、沖縄県に着任。沖縄駐留の第32軍の参謀長長勇とは上海事変のときから懇意にしており、長は泉前知事のときの不遜な態度とは打って変わり島田には礼を尽くして、島田の着任早々に情報主任薬丸兼教参謀を連れて自ら沖縄県庁を訪ねた。そこで長は島田に「ウルシー島を進撃した米機動部隊は、沖縄方面に向かっている。一週間後の、2月25日頃には、沖縄までやってくる」と詳細な軍事情勢を伝え、「米軍が沖縄に上陸して、約6か月間は何としてでも頑張る。そのうち米軍はへとへとになって引き揚げるだろう。その間の住民の食糧6か月分を、県において確保してほしい」と要請した。長の要請を受けた島田は、同年2月下旬には台湾へ飛び、交渉の末、蓬莱米3000石分の確保に成功。翌3月に、蓬莱米は那覇に搬入された。島田はそのほかにも、大蔵省専売局の出張所に自ら出向き、厳しく統制されていた酒や煙草の特別放出を指示するなど少しでも沖縄県民の心をなごやかにするような努力をおこなった。こうした島田の姿勢により、県民は知事に対し、深い信頼の念を抱くようになった。
島田は泉前知事時代に悪化していた軍との関係改善に努めた。沖縄戦前は沖縄県と第32軍でよく宴会を開いて、下戸であった第32軍司令官牛島満中将も宴会には積極的に参加し、共に童謡を歌い踊るなど県と軍の関係は改善された。島田は軍の協力も得ながら前任者のもとで遅々として進まなかった北部への県民疎開や、食料の分散確保など、喫緊の問題を迅速に処理していった。
同年3月に入り空襲が始まると、県庁を首里に移転し、地下壕の中で執務を始めた。以後、沖縄戦戦局の推移に伴い、島田は壕を移転させながら指揮を執った。軍部とは密接な連携を保ちながらも、およそ横柄なところのない人物で、女子職員が井戸や川から水を汲み洗顔を勧めると「命がけの水汲みの苦労を思えば、あだやおろそかに使えないよ」と、ほんの少ししか水を使わなかったという。
陸軍守備隊の首里撤退に際して、島田は「南部には多くの住民が避難しており、住民が巻き添えになる。」と反対の意思を示していた。同年5月末の軍団長会議に同席した島田は、撤退の方針を知らされ、「軍が武器弾薬もあり装備も整った首里で玉砕せずに摩文仁に撤退し、住民を道連れにするのは愚策である。」と憤慨。そのとき牛島満司令官は、「第32軍の使命は本土作戦を一日たりとも有利に導くことだ。」と説いて会議を締め括ったという。牛島は戦闘に巻き込まれる住民にせめて物資を支給しようと、知念半島に独立混成第44旅団が備蓄していた食糧・物資を避難民に開放する命令を下していたが、アメリカ軍が急進撃している中で軍や県にこれを実現する術はなく十分に避難民に軍の物資が行き渡ることはなかった。
その後島田と沖縄県警察部長荒井退造は6月7日前後に牛島のもとに訪れている。アメリカ軍上陸後は、住民保護の件で対立することの多かった牛島ら第32軍司令部と島田・荒井らの沖縄の行政の責任者であったが、牛島は憔悴しきっていた島田らに「貴方らは文官だからここで死ぬことはない」という言葉をかけている。

#### 最期
1945年（昭和20年）6月9日、同行した県職員・警察官に対し、「どうか命を永らえて欲しい。」と訓示し、県及び警察組織の解散を命じた。同年6月26日、島田は荒井とともに摩文仁（現在の糸満市）の壕を出たきり消息を絶ち、現在まで遺体は発見されていない。
元兵士による「（島田は）壕で自決した」との証言もある。また、1971年（昭和46年）9月1日付の沖縄タイムスに掲載された記事によれば、機関銃隊の兵長だった山本初雄が、「私ら独立機関銃隊の一部は敗走し、摩文仁の海岸から具志頭の浜辺に出た。日没時、食糧さがしに海岸沿いを糸満方向へ約二百メートル行った。海のすぐ近くにごう（壕）があり地方（民間）人が三人いて“知事さんがはいっておられますよ”という。奥行き六メートルくらいの横穴で、頭を奥にし、からだの左側を下にしておられた。“知事さんだそうですね”とたずねると“私は島田知事です”と胸から名刺を出した。“負傷しているんですか”ときくと、“足をやられました”といわれた。知事さんが“兵隊さん、そこに黒砂糖がありますからお持ちなさい”と言った。何も食べ物がないときですよ。えらいと思います。二つもらって“元気にいて下さい”といって自分のごうに戻ったのを忘れません。その翌日、海岸に流れついた袋の中にはいっていたメリケン粉をハンゴウで炊いてスイトンをつくり、島田知事に持って行った。ところが、先日と同じ地方人が“知事さんはなくなりましたよ”という。ごうにはいるとヒザのそばに短銃があった。右手から落ちたような感じで“ああ自決したんだなあ”と思った。合掌して知事さんのごうを出ました。知事は白の半そでシャツ、ズボンはしもふりかと思ったが軍隊ズボンではなかった。髪、ヒゲは大分のびていた」と証言をした。
1945年（昭和20年）7月9日、島田の殉職の報に際して内務大臣安倍源基は、島田に行政史上初の内務大臣賞詞を贈り、「其ノ志、其ノ行動、真ニ官吏ノ亀鑑ト謂フベシ」と称えた。内務大臣が一知事に対し賞詞を授与することは、前例がなかった。墓所は多磨霊園(11-1-6)

### 没後

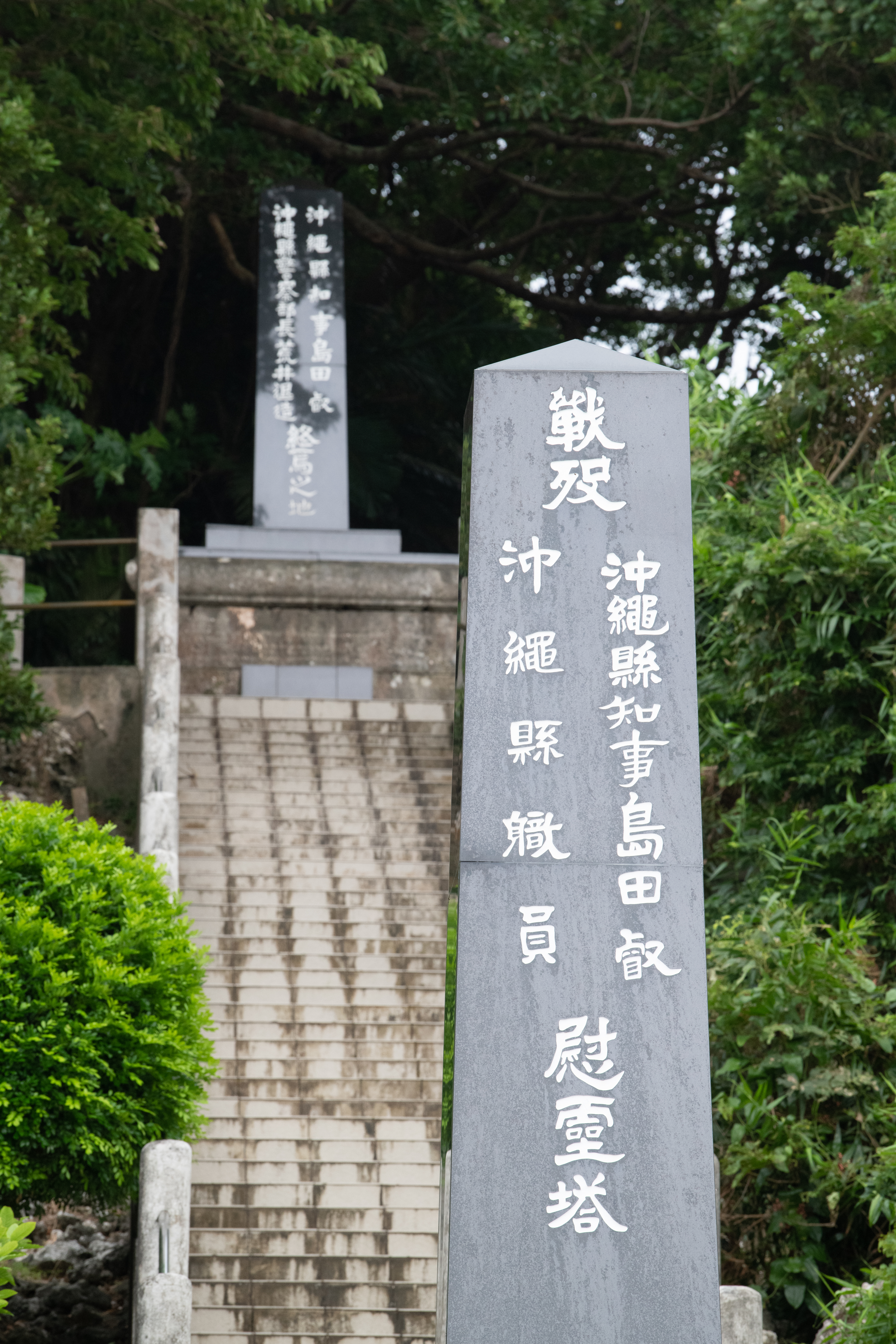
摩文仁の丘にある島守の塔

1951年（昭和26年）、県民からの寄付により、島田をはじめ死亡した県職員453名の慰霊碑として、摩文仁の丘に「島守之塔」が建立された。
2015年（平成27年）6月26日、沖縄県那覇市の県営奥武山運動公園に島田叡氏顕彰碑が、3万人超の署名と1千万円を超える寄付により設けられ、島田叡氏事跡顕彰期成会によって除幕された。また奥武山公園内の多目的グラウンドは島田の出身地である兵庫県神戸市と沖縄とのつながりを思い、『兵庫・沖縄友愛グラウンド』と命名された。
2022年（令和4年）、島田に主眼を置いた映画『島守の塔』（監督：五十嵐匠）が公開され、萩原聖人が演じている。
母校・兵庫高校には、島田を偲び1963年に後輩である詩人竹中郁の詩と共に、合掌の碑が設けられている。また、野球を愛好した島田に因み、秋に開催される沖縄県高等学校野球新人中央大会の優勝校には島田叡杯が授与されるのが慣例となっている。沖縄県高校野球連盟の研修旅行においても、夏の甲子園観戦と共に兵庫高校を訪問するなどしている。
地元のボランティア団体「島守の会」や、兵庫高校OBの手で遺骨捜索が行われているが、未だ発見されていない（2025年1月現在）。

## 人物
沖縄戦時に海軍陸戦隊を率いて沖縄の地で玉砕した大田実海軍少将とは沖縄戦の最中でも密接な連絡を取り合い、大田と島田は「肝胆相照らす」仲であったと言う。大田は島田を非常に尊敬しており、大田が1945年6月6日に海軍次官に宛てて発した最後の電文中にある「県知事より報告せらるべきも」「本職県知事の依頼を受けたるに非ざれども」の冒頭文は、既に沖縄県の組織自体に通信能力が無く、民間人の苦労を伝えるのに最も相応しいのは「県民に関して、殆ど顧みるに暇なかりき」と言った自分達では無く最後まで彼ら県民と共にあった島田達であるが、大田が行政官である島田に代わって県民の姿を伝えたものである。

## 関連作品

### 書籍
- 中野好夫『最後の沖縄県知事』文藝春秋新社、1961年
- 中野好夫『沖縄と私』時事通信社、1972年（『最後の沖縄県知事』の再録）

中野は島田と旧制第三高等学校時代の同級生である。
・中野好夫「忘えぬ日本人」筑摩書房、1974年156ページ  島田は中野好夫の一学年先輩にあたる。
- 田村洋三『沖縄の島守 内務官僚かく戦えり』中央公論新社、2003年（2006年、中公文庫に再録）
- 横家伸一「群青の墓標 最後の沖縄県官撰知事・島田 叡」文芸社、2015年

### 映像作品
- 『激動の昭和史 沖縄決戦』東宝映画、岡本喜八監督、演：神山繁　1971年
- 「テレビ未来遺産」“終戦” 特別企画 報道ドラマ 『生きろ ～戦場に残した伝言～』 TBS、演：緒形直人　2013年
- 『生きろ 島田叡－戦中最後の沖縄県知事』ドキュメンタリー映画、佐古忠彦監督　2021年[18]
- 『島守の塔』映画、五十嵐匠監督・脚本、演：萩原聖人（村上淳とのW主演）　2022年